# Specnaz

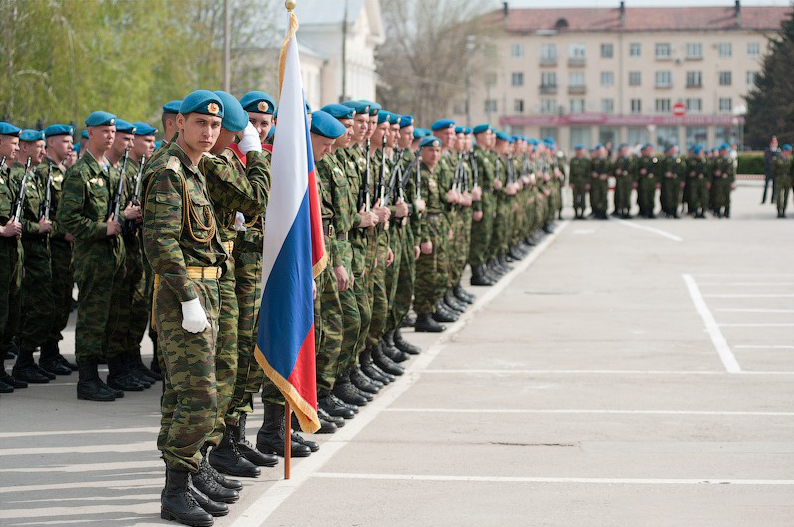
3 Brygada Specnazu GRU

Wojska / Siły Specjalnego Przeznaczenia (ros. Войска / Силы специа́льного назначе́ния, Wojska / Siły spiecyalnogo naznaczenija), potocznie Specnaz (ros. Спецназ, Spiecnaz) – ogólne i popularne określenie sił specjalnych Związku Radzieckiego oraz Rosji i innych państw WNP. Organizacyjną zwierzchność nad wojskami tego typu w Siłach Zbrojnych ZSRR pełnił VIII Zarząd Głównego Zarządu Wywiadowczego Szt. Gen. Sił Zbr. ZSRR.

## Etymologia
Nazwa Specnaz (SpecNaz) jest zbitką słów specjalnoje naznaczienije, co znaczy specjalne przeznaczenie. W Federacji Rosyjskiej słowo specnaz to synonim określenia jednostki specjalne (czasti specjalnowo naznaczenija). Pododdziały, oddziały tego typu SZ ZSRR nazywane były Specnaz (choć bywały też OsNaz), zaś te podległe KGB, MWD miały skrótowiec Osnaz, wywodzący się z nazwy – „osobyje naznaczenije” (analogiczne do spec. naz.).

## Historia
Na świecie jako „Specnaz” określa się przede wszystkim wojskowe siły specjalne podległe wcześniej radzieckiemu, a obecnie rosyjskiemu wywiadowi wojskowemu GRU (choć obecnie, lata 20 XXI w. są też osobne wojskowe Siły Operacji Specjalnych). Po raz pierwszy użyte zostały podczas wojny domowej w Hiszpanii. Działały także podczas II wojny światowej, jednak ich największy rozwój rozpoczął się w latach 50 XX wieku. Według Wiktora Suworowa z czasem miały składać się z 20 brygad (po ok. 700-1000 ludzi) i 41 samodzielnych kompanii, łącznie ok. 30 tys. żołnierzy. Każda flota, armia i front dysponowały własnymi oddziałami komandosów. W czasie zimnej wojny doradcy ze Specnazu wspierali ruchy niepodległościowe w koloniach państw Zachodu, niekiedy biorąc czynny udział w walkach. Najkrwawsze walki w XX w. radziecki Specnaz prowadził podczas radzieckiej interwencji w Afganistanie, gdzie jego żołnierze zasłynęli zarówno odwagą, sprawnością w walce, jak i okrucieństwem.
Po upadku ZSRR Specnaz mocno podupadł, o czym świadczyły porażki w czasie I wojny czeczeńskiej. Miano elity przejęły jednostki podporządkowane FSB FR, mianowicie „Alfa”, „Wympieł” bądź „Zenit”, i mimo że nie są to jednostki Specnazu, to znaczna ilość ich żołnierzy pochodzi właśnie z tej formacji. Również oddziały specjalne Ministerstwa Spraw Wewnętrznych FR (MWD RF) chętnie nazywają się Specnazem. Miana tego używają kompanie tzw. czerwonych beretów funkcjonujące przy dużych oddziałach (dywizjach, brygadach) wojsk wewnętrznych podlegających temu ministerstwu. Najsłynniejsza spośród nich jest jednostka Witiaź, obecnie wchodząca w skład tzw. Rosgwardii.
Początkowo Witiaź był plutonem, następnie kompanią o numerze taktycznym 9 (obecnie 604), obecnie jest pod nazwą centrum specjalnego przeznaczenia (co znaczy jest wielkości pułku bądź ma samodzielność pułku). To było nawiązanie do niemieckiej GSG 9. Twórcą oddziału był płk Lisiuk, powołano go ok. 1978 r. jako formację do walki z terrorem i do uwalniania zakładników, z myślą o planowanych LIO w Moskwie. Jedną z podawanych przyczyn była chęć ukrycia wówczas ściśle tajnej jednostki KGB „A”. To właśnie na tej ostatniej spoczywała odpowiedzialność za nowy rodzaj działań specjalnych, jakim było zwalczanie grup terrorystycznych operujących w miastach i uwalnianie zakładników z rąk zabarykadowanych porywaczy. Rosjanie nie prowadzili przez długie lata wymiany szkoleniowej w tym zakresie z innymi krajami, natomiast poprzez różne formy wywiadu pozyskiwali informacje o sposobach działania, wyposażeniu i organizacji tego rodzaju jednostek w Europie Zachodniej i USA.
Podobnie jak Izraelczycy, Rosjanie posiadają bogate doświadczenie w walce ze skrajną przestępczością i terrorem. Przeprowadzili, podobnie jak Francuzi, mnóstwo przedsięwzięć uwalniania zakładników, chociaż organizacja tych działań i ich przebieg jest kontrowersyjny. Z całą pewnością rosyjscy komandosi są mocno zdeterminowani, doświadczeni, a w ich działaniu dominuje obok profesjonalnego wyszkolenia osobiste poświęcenie. Przykładem tego jest śmierć jednego z operatorów w Biesłanie w trakcie zasłaniania dzieci przed wybuchem granatu. Rosjanie obok właśnie Francuzów i Izraelczyków są jednymi z nielicznych, mających doświadczenie w operacjach na dużych obiektach z wielką liczbą zakładników.
Obecnie w ramach FSB FR istnieje Centrum Specjalnego Przeznaczenia (ros. CSN), w ramach którego funkcjonują co najmniej dwa oddziały: Zarząd „A” – do uwalniania zakładników, Zarząd „W” – jako wielozadaniowa formacja specjalna. Dla tych jednostek istnieją połączone struktury logistyczne, wsparcia, oraz planowania i dowodzenia. Wiedza na temat tych formacji jest niepełna i nie zawsze wiarygodna, co ma związek z dość niejawnym funkcjowaniem. Natomiast skala przedsięwzięć w jakich te jednostki specjalne zarówno Federalnej Służba Bezpieczeństwa Federacji Rosyjskiej, jak i innych organizacji biorą udział zalicza je do najbardziej doświadczonych bojowo na świecie.
Służba Wywiadu Zagranicznego (SWR RF) także dysponuje tego typu siłą specjalną znaną jako Zasłon.
Siłami specjalnymi związanymi ze środowiskiem wodnym są określane skrótowcami ros. OMRP i zwalczania PDSS.

## Kontrowersje
Wiele spośród przeprowadzonych operacji typu ratunkowego miało wysoki stopień trudności, stąd i liczba ofiar po stronie zakładników bywała znaczna. To przyczyna surowej oceny rosyjskich jednostek i ich operacji takich jak: atak na Budionnowsk, atak na moskiewski teatr na Dubrowce czy atak terrorystyczny na szkołę w Biesłanie.
Nierzadko żołnierze specnazu, będąc przygotowywanymi do pełnienia służby wojskowej, muszą brać udział w brutalnych treningach sprawnościowych, w trakcie których są torturowani oraz szkoleni na wypadek pojmania przez wroga i przesłuchań. W ten sposób uczą się jak przywyknąć do bólu fizycznego.

## Związki taktyczne i oddziały
| Jednostki sił specjalnego przeznaczenia podporządkowane GRU SG SZ FR w 2008 r.  | Jednostki sił specjalnego przeznaczenia podporządkowane GRU SG SZ FR w 2008 r. | Jednostki sił specjalnego przeznaczenia podporządkowane GRU SG SZ FR w 2008 r. |
| Nazwa                                                                           | Okręg wojskowy                                                                 | Miejsce stacjonowania                                                          |
| Komponent sił specjalnego przeznaczenia w ramach Wojsk Lądowych SZ FR           | Komponent sił specjalnego przeznaczenia w ramach Wojsk Lądowych SZ FR          | Komponent sił specjalnego przeznaczenia w ramach Wojsk Lądowych SZ FR          |
| ------------------------------------------------------------------------------- | ------------------------------------------------------------------------------ | ------------------------------------------------------------------------------ |
| 2 Brygada Specjalnego Przeznaczenia                                             | Leningradzki OW                                                                | Promierzycy                                                                    |
| 3 Gwardyjska Warszawsko-Berlińska BSpecNaz                                      | Przywołżńsko-Uralski OW                                                        | Roszinskij                                                                     |
| 10 Brygada Specjalnego Przeznaczenia.                                           | Północno- Kaukaski OW                                                          | Molkino                                                                        |
| 12 Brygada Specjalnego Przeznaczenia                                            | Przywołżańsko-Uralski OW                                                       | Azbest 5                                                                       |
| 14 Brygada Specjalnego Przeznaczenia                                            | Dalekowschodni OW                                                              | Ussuryjsk (Chabarowsk)                                                         |
| 16 Brygada Specjalnego Przeznaczenia                                            | Moskiewski OW                                                                  | Tambow                                                                         |
| 22 Brygada Specjalnego Przeznaczenia.                                           | Północnokaukaski OW                                                            | Balszoj Miszkin (Rostów)                                                       |
| 24 Brygada Specjalnego Przeznaczenia                                            | Dalekowschodni OW                                                              | Ułan Ude                                                                       |
| 67 Brygada Specjalnego Przeznaczenia                                            | Syberyjski OW                                                                  | Berdsk                                                                         |
| Komponent sił specjalnego przeznaczenia w ramach Marynarki Wojennej FR          |                                                                                |                                                                                |
| 42 Morski Punkt Rozpoznania                                                     | Flota Oceanu Spokojnego                                                        | w rejonie Władywostoku                                                         |
| 420 Morski Punkt Rozpoznania                                                    | Flota Północna                                                                 | rejonie Polarny                                                                |
| 431 Morski Punkt Rozpoznania                                                    | Flota Czarnomorska                                                             | w rejonie Tupase                                                               |
| 561 Morski Punkt Rozpoznania                                                    | Flota Bałtycka                                                                 | w rejonie Parusnoje                                                            |
| Komponent sił specjalnego przeznaczenia w ramach Wojsk Powietrznodesantowych FR |                                                                                |                                                                                |
| 45 Pułk/Brygada Specjalnego Przeznaczenia                                       |                                                                                | Kubinka                                                                        |